# Cantone di Ambato
Il Cantone di Ambato è un cantone dell'Ecuador che si trova nella Provincia del Tungurahua.
Il capoluogo del cantone è Ambato.